# Randolph County, Indiana
Randolph County är ett county i delstaten Indiana, USA, med 26 171 invånare. Den administrativa huvudorten (county seat) är Winchester.

## Geografi
Enligt United States Census Bureau så har countyt en total area på 1 174 km². 1 173 km² av den arean är land och 1 km² är vatten.

### Angränsande countyn
- Jay County - norr
- Darke County, Ohio - öst
- Wayne County - söder
- Henry County - sydväst
- Delaware County - väst